# Nickelodeon Kids’ Choice Awards 1990
3. gala Nickelodeon Kids’ Choice Awards odbyła się 23 kwietnia 1990 roku. Prowadzącymi galę byli Dave Coulier, Candace Cameron i David Faustino.

## Prowadzący
- Dave Coulier
- Candace Cameron
- David Faustino

## Zwycięzcy

### Najlepszy aktor filmowy
- Michael J. Fox – Powrót do przyszłości II

### Najlepsza aktorka filmowa
- Lea Thompson – Powrót do przyszłości II

### Najlepszy film
- I kto to mówi

### Najlepsza aktorka
- Alyssa Milano

### Najlepszy aktor
- Kirk Cameron

### Najlepszy serial
- The Cosby Show

### Najlepsza kreskówka
- Alvin i wiewiórki